# Kloster St. Johann (Elsass)

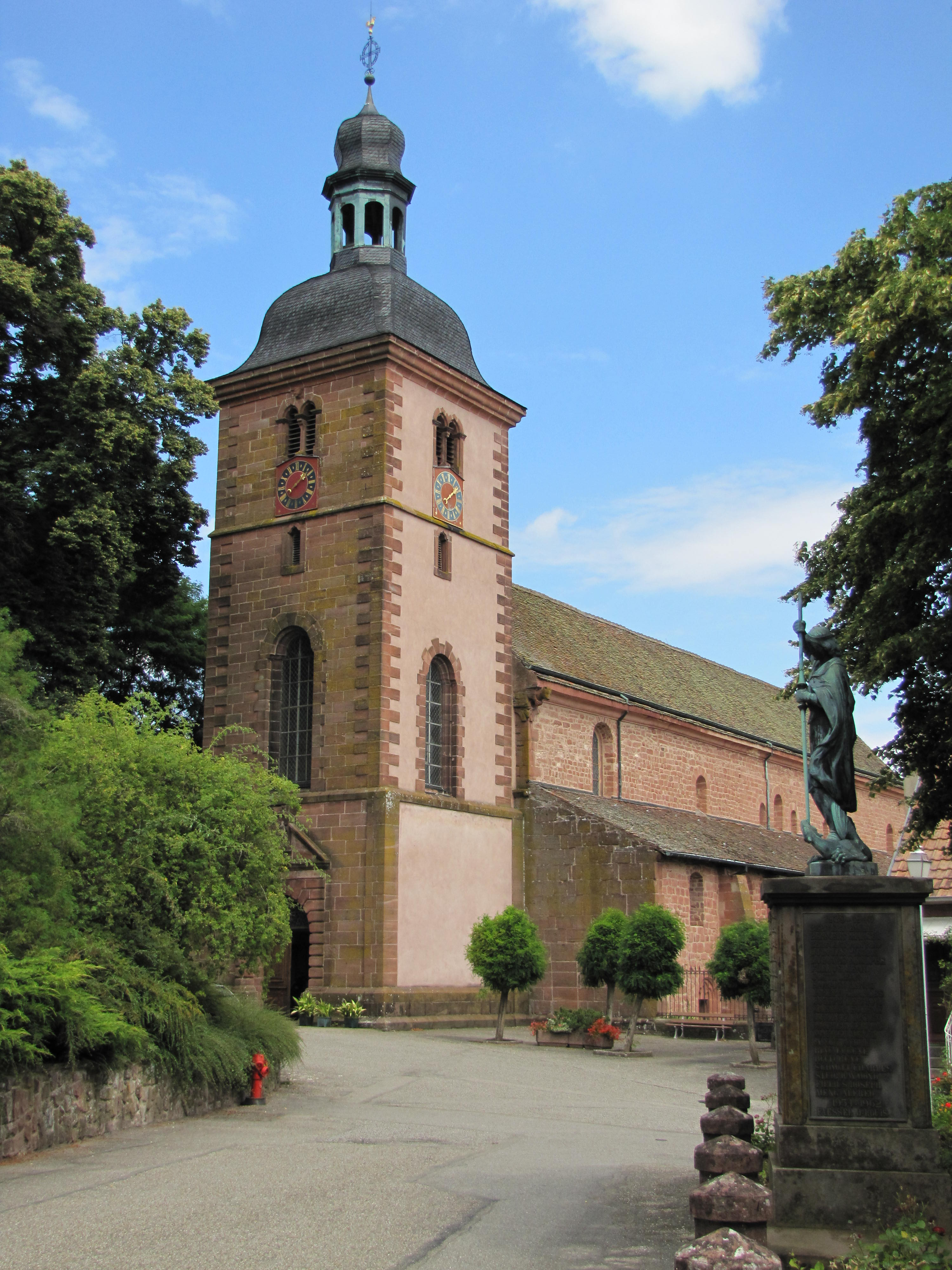
Klosterkirche Saint-Jean

Das elsässische Nonnenkloster St. Johann (St. Jean-le-Saverne), gegründet um 1126/27, war ein Priorat des Benediktinerklosters St. Georgen im Schwarzwald.
Das Nonnenkloster St. Johann in Megenhemswilre in Saint-Jean-Saverne bei Zabern entstand um 1126/1127. Das Kloster wurde vom Grafen Peter von Lützelburg – er stand wahrscheinlich in verwandtschaftlicher Beziehung zum St. Georgener Abt Theoger (1088–1119) und zu Kaiser Heinrich V. (1106–1125) – an Abt Werner I. von St. Georgen (1119–1134) übertragen, wie ein Gründungsbericht ausweist. 
St. Johann besitzt noch heute einen romanischen Kirchenbau wohl aus der ersten Hälfte des 12. Jahrhunderts, eine kleine, querschifflose, dreischiffige Pfeilerbasilika mit einem aus drei Apsiden bestehenden Abschluss und gedrungenen Proportionen. Päpstliche Besitzbestätigungen St. Johanns für St. Georgen datieren von 1139 und 1179. Noch im 14. Jahrhundert übte ein St. Georgener Abt das Amt eines Priors in St. Johann aus. 
1439, beim Bauernkrieg und im Dreißigjährigen Krieg wurde das Frauenkloster teilweise zerstört und im Gefolge der Französischen Revolution (1789) aufgehoben.